# هارفي برنهارد
هارفي برنهارد (بالإنجليزية: Harvey Bernhard)‏ هو منتج أفلام وكاتب سيناريو أمريكي، ولد في 5 مارس 1924 في سياتل في الولايات المتحدة، وتوفي في 16 يناير 2014 في كيركلاند في الولايات المتحدة.

## وصلات خارجية
- هارفي برنهارد على موقع IMDb (الإنجليزية)
- هارفي برنهارد على موقع ألو سيني (الفرنسية)
- هارفي برنهارد على موقع أول موفي (الإنجليزية)
- هارفي برنهارد على موقع قاعدة بيانات الأفلام السويدية (السويدية)
- هارفي برنهارد على موقع قاعدة بيانات الفيلم (الإنجليزية)
- هارفي برنهارد على موقع كينوبويسك (الروسية)